# Nomada malayana
Nomada malayana là một loài Hymenoptera trong họ Apidae. Loài này được Cameron mô tả khoa học năm 1909.